# Abdanan
Ābdānān (farsi آبدانان) è il capoluogo dello shahrestān di Abdanan, circoscrizione Centrale, nella provincia di Ilam. Aveva, nel 2006, una popolazione di 21.662 abitanti.